# Liste der denkmalgeschützten Objekte in Deutschkreutz
Die Liste der denkmalgeschützten Objekte in Deutschkreutz enthält die 22 denkmalgeschützten, unbeweglichen Objekte der Gemeinde Deutschkreutz.

## Denkmäler
| Foto |                 | Denkmal                                                                                     | Standort                                                      | Beschreibung | Metadaten |
| ---- | --------------- | ------------------------------------------------------------------------------------------- | ------------------------------------------------------------- | --- | --- |
| ja   | Datei hochladen | Königin-Elisabeth-Denkmal HERIS-ID: 72501 Objekt-ID: 85737                                  | Elisabethplatz Standort KG: Deutschkreutz                     | Der Gedenkobelisk wurde 1901 errichtet. Er trägt die Inschrift Zum Gedenken an Königin Elisabeth (auf Ungarisch) und die Jahreszahl 1898. | BDA-Hist.: Q38130568 Status: § 2a Stand der BDA-Liste: 2025-06-30 Name: Kaiserin Elisabeth-Denkmal GstNr.: 182/1                                                                    |
| ja   | Datei hochladen | Jüdischer Friedhof HERIS-ID: 98660 Objekt-ID: 114599                                        | Friedhofgasse 13, südlich Standort KG: Deutschkreutz          | Der Jüdische Friedhof wurde 1759 angelegt. 1941 wurden unter dem Nationalsozialismus alle Grabsteine entfernt. 40 gerettete Grabsteine wurden zurückgebracht. Am Friedhof ist auch ein Massengrab von circa 265 ungarischen Juden aus dem Ende des Zweiten Weltkrieges. | BDA-Hist.: Q22670359 Status: § 2a Stand der BDA-Liste: 2025-06-30 Name: Jüdischer Friedhof GstNr.: 4761, 4760 Jewish cemetery in Deutschkreutz                                      |
| ja   | Datei hochladen | Friedhofskreuz HERIS-ID: 72529 Objekt-ID: 85765                                             | Friedhofgasse Standort KG: Deutschkreutz                      | | BDA-Hist.: Q38130673 Status: § 2a Stand der BDA-Liste: 2025-06-30 Name: Friedhofskreuz GstNr.: 4858                                                                                 |
| ja   | Datei hochladen | Aufbahrungshalle HERIS-ID: 113312 Objekt-ID: 131600seit 2019                                | Friedhofgasse 14 Standort KG: Deutschkreutz                   | Die Aufbahrungshalle wurde 1971–1973 von Matthias Szauer errichtet. Sie ist in Sichtbeton ausgeführt und gilt daher als Bauwerk des Brutalismus. An die rechteckige Halle mit einem glockenturmartigen Aufbau sind zwei halbzylindrische Kapellenbauten angefügt. | BDA-Hist.: Q105626961 Status: Bescheid Stand der BDA-Liste: 2025-06-30 Name: Aufbahrungshalle GstNr.: 4853 Aufbahrungshalle Deutschkreutz                                           |
| ja   | Datei hochladen | Kath. Pfarrkirche, Zur Kreuzerhöhung HERIS-ID: 32827 Objekt-ID: 29995                       | Hauptstraße Standort KG: Deutschkreutz                        | Die Pfarrkirche steht etwas erhöht in der Ortsmitte. Die einschiffige Saalkirche mit gleich breitem Chor und vorgestelltem Westturm ist im Kern barock. Im Jahr 1928 wurden zwei Seitenschiffe angebaut. In den Jahren 1973 und 1974 erfolgte eine weitere umfassende Neu- und Ausgestaltung der Kirche, an der sich der Künstler Anton Lehmden mit insgesamt 35 Arbeiten beteiligt hat. | BDA-Hist.: Q15840287 Status: Bescheid Stand der BDA-Liste: 2025-06-30 Name: Kath. Pfarrkirche, Zur Kreuzerhöhung GstNr.: 1 Pfarrkirche Zur Kreuzerhöhung (Deutschkreutz)            |
| ja   | Datei hochladen | Kriegerdenkmal HERIS-ID: 47109 Objekt-ID: 49689                                             | Hauptstraße Standort KG: Deutschkreutz                        | Nördlich der Pfarrkirche, wo bis etwa 1900 der Pranger stand, wurde nach dem Ersten Weltkrieg 1918 das Kriegerdenkmal errichtet und nach dem Ende des Zweiten Weltkriegs um die Namen der dabei Gefallenen erweitert. Die hölzerne Umzäunung wurde durch eine schmiedeeiserne ersetzt. Im Zuge der Umgestaltung der Pfarrkirche 1973/74 wurde ein neues Kriegerdenkmal am Friedhof neben der Aufbahrungshalle errichtet. Am ursprünglichen Platz vor der Kirche wurde als Ersatz für das Kriegerdenkmal der nun denkmalgeschützte Obelisk aufgestellt. | BDA-Hist.: Q38025613 Status: § 2a Stand der BDA-Liste: 2025-06-30 Name: Kriegerdenkmal GstNr.: 1                                                                                    |
| ja   | Datei hochladen | Pest-/Dreifaltigkeitssäule HERIS-ID: 57026 Objekt-ID: 66720                                 | Hauptstraße Standort KG: Deutschkreutz                        | Die Dreifaltigkeitssäule vor der Pfarrkirche stammt aus der 1. Hälfte des 18. Jahrhunderts. Die teilweise kannelierte Säule trägt einen Gnadenstuhl. | BDA-Hist.: Q38074559 Status: § 2a Stand der BDA-Liste: 2025-06-30 Name: Pest-/Dreifaltigkeitssäule GstNr.: 1 Holy Trinity column, Deutschkreutz                                     |
| ja   | Datei hochladen | Johannes-Nepomuk-Kapelle HERIS-ID: 57027 Objekt-ID: 66721                                   | neben Hauptstraße 22 Standort KG: Deutschkreutz               | Recht qualitätvolle, von der politischen Gemeinde 1805 erbaute spätbarocke Architektur, von den Nachbarhäusern räumlich etwas abgesetzt. Gegen die Straße konkav vorschwingende Giebelfront mit kräftigem durchlaufendem Kranzgesims, glattem hohem Dreiecksgiebel, bekrönt von steinernem Vasenaufsatz. Profiliertes Rundbogenportal mit Keilstein und Kämpfergesimsen (Sandstein) samt Schmiedeeisengittertür. Der längsovale Innenraum ist von einer Flachkuppel bekrönt. An der Ostseite sind drei Figurennischen ausgespart, mit dem hochbarocken unterlebensgroßen Hl. Nepomuk in der Darstellung des Prager Domherrn als mittlere Figur. Die Längsseiten zeigen geknickte Rundbogenfenster. | BDA-Hist.: Q38074568 Status: § 2a Stand der BDA-Liste: 2025-06-30 Name: Johannes Nepomuk-Kapelle GstNr.: 917 Johannes-Nepomuk-Kapelle, Deutschkreutz                                |
| ja   | Datei hochladen | Wohn- und Geschäftshaus, Karl Goldmark-Gedenkhaus HERIS-ID: 47108 Objekt-ID: 49688seit 2020 | Hauptstraße 54 Standort KG: Deutschkreutz                     | | BDA-Hist.: Q85684767 Status: Bescheid Stand der BDA-Liste: 2025-06-30 Name: Wohn- und Geschäftshaus, Karl Goldmark-Gedenkhaus GstNr.: 23 Karl-Goldmark-Gedenkhaus, Deutschkreutz    |
| ja   | Datei hochladen | Figurenbildstock Maria Immaculata HERIS-ID: 72503 Objekt-ID: 85739                          | bei Reitschulgasse 17 Standort KG: Deutschkreutz              | Die Immaculatasäule ist mit 1747 bezeichnet. | BDA-Hist.: Q38130579 Status: § 2a Stand der BDA-Liste: 2025-06-30 Name: Figurenbildstock Maria Immaculata GstNr.: 252                                                               |
| ja   | Datei hochladen | Figurenbildstock, hl. Johannes Nepomuk HERIS-ID: 72521 Objekt-ID: 85757                     | Ecke Rohrbrunngasse/Elisabethgasse Standort KG: Deutschkreutz | Der Figurenbildstock stand einst bei der Kirche. Die Statue des Heiligen stammt aus dem 18. Jahrhundert. | BDA-Hist.: Q38130656 Status: Bescheid Stand der BDA-Liste: 2025-06-30 Name: Figurenbildstock, hl. Johannes Nepomuk GstNr.: 4296/3                                                   |
| ja   | Datei hochladen | Schloss Deutschkreutz HERIS-ID: 32829 Objekt-ID: 29997                                      | Schloss Standort KG: Deutschkreutz                            | Das Schloss wurde 1492 erstmals als Burg erwähnt, 1560 als Wasserschloss errichtet und nach Zerstörungen 1625 in seine jetzige Form gebracht. Es besteht aus vier Trakten, die um einen zweigeschoßigen Arkadenhof gruppiert sind. | BDA-Hist.: Q1739715 Status: Bescheid Stand der BDA-Liste: 2025-06-30 Name: Schloss Deutschkreutz GstNr.: 4228 Schloss Deutschkreutz                                                 |
| ja   | Datei hochladen | Figurenbildstock, Gruberkreuz HERIS-ID: 72504 Objekt-ID: 85740                              | Weinbergweg Standort KG: Deutschkreutz                        | Das Gruberkreuz ist eine Pietàsäule, lt. Inschrift aus dem Jahre 1671. Die Säule ist mit den Marterwerkzeugen Christi verziert und wird von einer Pietà gekrönt. Die Inschrift lautet: „A(US) DANK HAT DISES CREUTZ AUFGERICHT DER M. AUER GRUEBER HOFFMILNER ALHIE(R) 1671“. | BDA-Hist.: Q38130599 Status: § 2a Stand der BDA-Liste: 2025-06-30 Name: Figurenbildstock, Gruberkreuz GstNr.: 4275/2                                                                |
| ja   | Datei hochladen | Pest-/Dreifaltigkeitssäule HERIS-ID: 72506 Objekt-ID: 85742                                 | Weinbergweg Standort KG: Deutschkreutz                        | Die Dreifaltigkeitssäule auf dem Weinberg ist mit 1715 bezeichnet. Eine gewundene Weinlaubsäule trägt den Gnadenstuhl. | BDA-Hist.: Q38130607 Status: § 2a Stand der BDA-Liste: 2025-06-30 Name: Pest-/Dreifaltigkeitssäule GstNr.: 7002                                                                     |
| ja   | Datei hochladen | Figurenbildstock hl. Maria HERIS-ID: 72523 Objekt-ID: 85759                                 | Standort KG: Deutschkreutz                                    | Der Figurenbildstock hl. Maria (lokal „Fraunsaln“ genannt) steht an der Deutschkreutzer Bundesstraße (B62) Richtung Sopron, wo sie 1890 aufgestellt wurde. Die Sockelinschrift lautet: „Errichtet und gewidmet zu Ehren der ‚Hilfe der Christen‘ von Theresia Neuhold, geborne Strobel im Jahre des Herrn 1890.“ | BDA-Hist.: Q38130662 Status: § 2a Stand der BDA-Liste: 2025-06-30 Name: Figurenbildstock hl. Maria GstNr.: 8105                                                                     |
| ja   | Datei hochladen | Hausberg Schlösselberg HERIS-ID: 12585 Objekt-ID: 8733                                      | Standort KG: Deutschkreutz                                    | Der Hausberg drei Kilometer südlich von Deutschkreutz wird „Schlösselberg“ genannt. Er ist eine bewaldete Kuppe, die im Mittelalter eine kleine Burg mit dem Namen Bykug (Bykuk) trug. | BDA-Hist.: Q38133724 Status: Bescheid Stand der BDA-Liste: 2025-06-30 Name: Hausberg Schlösselberg GstNr.: 7492                                                                     |
| ja   | Datei hochladen | Römische Villa Rustica HERIS-ID: 112377 Objekt-ID: 130521seit 2016                          | Standort KG: Deutschkreutz                                    | | BDA-Hist.: Q37830609 Status: Bescheid Stand der BDA-Liste: 2025-06-30 Name: Römische Villa Rustica GstNr.: 9174, 9172/4, 9172/5, 9175, 9176, 9172/2, 9172/3, 9172/6, 9172/7, 9177/2 |
| ja   | Datei hochladen | Figurenbildstock hl. Johannes Nepomuk HERIS-ID: 72519 Objekt-ID: 85755                      | gegenüber Girmerstraße 3 Standort KG: Girm                    | Der Figurenbildstock ist mit 1747 bezeichnet und wurde erst im Jahr 1972 an seinen heutigen Standort versetzt. | BDA-Hist.: Q38130642 Status: § 2a Stand der BDA-Liste: 2025-06-30 Name: Figurenbildstock hl. Johannes Nepomuk GstNr.: 128/1                                                         |
| ja   | Datei hochladen | Figurenbildstock Maria Immaculata HERIS-ID: 72516 Objekt-ID: 85752                          | vor Girmerstraße 63 Standort KG: Girm                         | Der Figurenbildstock der Maria Immaculata ist mit 1760 bezeichnet. | BDA-Hist.: Q38130622 Status: § 2a Stand der BDA-Liste: 2025-06-30 Name: Figurenbildstock Maria Immaculata GstNr.: 128/2                                                             |
| ja   | Datei hochladen | Kath. Filialkirche hl. Elisabeth HERIS-ID: 47157 Objekt-ID: 49769                           | Kirchengasse Standort KG: Girm                                | Die einschiffige Filialkirche mit vorgestelltem Westturm wurde um 1800 erbaut. Das Bild der heiligen Elisabeth an der Apsiswand stammt aus der 1. Hälfte des 19. Jahrhunderts. | BDA-Hist.: Q38025671 Status: § 2a Stand der BDA-Liste: 2025-06-30 Name: Kath. Filialkirche hl. Elisabeth GstNr.: 235                                                                |
| ja   | Datei hochladen | Zeller Kreuz, Christus in der Rast HERIS-ID: 72530 Objekt-ID: 85766                         | Standort KG: Girm                                             | Das Zeller Kreuz stand früher an der Kinokreuzung, dem alten Ortseingang. Die Fußwallfahrer nach Mariazell zogen nach dem Reisesegen in der Kirche hierher. Bei ihrer Rückkehr richteten sich die Wallfahrer vor dieser Bildsäule für ihren Einzug in die Kirche her. Der Bildstock zeigt Christus in der Rast, die Inschrift lautet „DIESES CREITZ HATT MACHEN LASEN ZUR GRESER EHR DER H. RASTUNG CHRISTI DER HERR FRANCZ ROHONSY OBR. KELLERMAISTER IM SCHLOS CREIZ SAMT SEINER FRAUEN MARIA DEN 6. MARTY 1657“. Heute steht das Zeller Kreuz an der B62. | BDA-Hist.: Q38130679 Status: § 2a Stand der BDA-Liste: 2025-06-30 Name: Zeller Kreuz, Christus in der Rast GstNr.: 1319                                                             |
| ja   | Datei hochladen | Figurenbildstock Maria Immaculata HERIS-ID: 72517 Objekt-ID: 85753                          | gegenüber Girmerstraße 85 Standort KG: Girm                   | Der Figurenbildstock (auch Mariensäule im Hegl genannt) stammt vermutlich aus dem 18. Jahrhundert. Die Immaculatafigur steht auf der Weltkugel und zertritt der Schlange, dem Teufel, den Kopf, ihr Haupt ist von Sternen umkränzt. Die Haltung ihrer gefalteten Hände ist typisch für eine Immaculata. An der Figur fällt der üppige Faltenwurf des Gewandes auf. Auf dem Sockel finden sich einige Inschriften, aber nicht das Ursprungsdatum, das im 18. Jahrhundert anzusetzen ist. An der Rückseite heißt es: „RENOVIRT UND HIR HERVERSETZT DURCH DIE OPFER UND LIEBE DER EHELEUTE GEORG UND ANNA PÖHM. 1813.“ Der vorherigen Standort ist unbekannt.                                         | BDA-Hist.: Q38130632 Status: § 2a Stand der BDA-Liste: 2025-06-30 Name: Figurenbildstock Maria Immaculata GstNr.: 238                                                               |